# Dione Crisostomo
Dione Crisostomo (in greco antico: Δίων Χρυσόστομος?, in latino Dio Chrysostŏmus), noto anche come Dione di Prusa o Dione Cocceiano (Prusa, 40 – 120 circa) è stato un oratore, scrittore, filosofo e storico greco antico, antenato dello storico Cassio Dione Cocceiano.

## Biografia
Originario della città di Prusa, situata nella provincia romana di Bitinia (odierna Bursa, in Turchia), Dione ebbe fama di grande eloquenza, che gli valse il soprannome di Crisostomo ("Bocca d'oro"). Il biografo Filostrato lo include tra i retori della cosiddetta Seconda Sofistica.
Nel primo periodo della sua attività, Dione, formatosi alla scuola retorica di stampo "tecnicistico" allora imperante, fu in aspra polemica contro i filosofi, in linea con le teorie di Quintiliano e con la politica di restaurazione classicista operata dall'imperatore Vespasiano. Dovrebbe essere giunto a Roma proprio sotto i Flavi, come conferenziere itinerante, recitando l'orazione funebre per Melancoma, amasio di Tito, morto nel 70 d.C.
Sotto l'impero di Domiziano (81-96 d.C.), però, egli cadde in disgrazia e fu condannato ad un lungo esilio, testimoniato in alcune sue orazioni, ma del quale rimangono incerte sia le modalità esatte sia le cause (forse da ricondurre alla sua familiarità con un personaggio condannato, cugino dell'imperatore).
Durante l'esilio, secondo la testimonianza di Sinesio di Cirene, Dione diede "una svolta alla propria vita" convertendosi alla filosofia. In effetti, gli scritti posteriori a questo periodo rivelano un nuovo interesse per le teorie filosofiche di tipo cinico e stoico, nonché influenze delle dottrine platoniche. L'esilio di Dione fu revocato alla nomina dell'imperatore Nerva, e sotto il principato di Traiano il retore recuperò appieno il suo prestigio presso la corte imperiale romana, come testimoniato da quattro discorsi sulla regalità rivolti a Traiano, forse tra il 100 e il 107, anni in cui, peraltro, come sappiamo da Plinio il Giovane, egli fu attivo politicamente nella sua città e nell'intera provincia di Bitinia, configurandosi come mediatore culturale tra le classi dirigenti provinciali e il potere imperiale. 
Le ultime notizie che abbiamo di lui si riferiscono ad un processo che gli venne intentato nel 113, dinanzi al tribunale del procuratore imperiale Plinio il Giovane.

## Opere
Il corpus delle orazioni dionee, così come ci è pervenuto, consiste di 80 discorsi (tre dei quali certamente spuri), raggruppabili secondo i temi.
Le orazioni filosofiche sono quelle più rappresentate, spesso in forma dialogica (orr. I-X, XIII-XXVIII, XXX, XXXVI, XLII, LIV-LIVI, LXII-LXXIV, LXXVI-LXXX). Tra esse, interessanti per il loro contenuto di filosofia politica sono, tra le altre, le orazioni raggruppate come "Sulla regalità" (I-IV), indirizzate quasi sicuramente a Traiano: esse presentano molti spunti per la definizione di un'etica del governante e testimoniano l'accettazione e la ormai crescente partecipazione dei Greci nei confronti dei principi e della vita amministrativa dell'Impero Romano. Di stampo più propriamente cinico sono le orazioni Sulla tirannide, dette anche "diogeniche", che condannano l'atteggiamento tirannico del cattivo sovrano (alludendo forse a Domiziano). 
Alle declamazioni mitologiche appartengono le orazioni LII-LIII, LVII-LXI. Ancora, le orazioni epidittiche, come le XI-XII - i celebri Discorso Troiano e Discorso Olimpico -, XXIX - Discorso funebre per Melancoma, amasio dell'imperatore Tito -, LXXV-LXXVI, e i perduti Elogio della Chioma- riportato, forse in estratto, da Sinesio di Cirene-, Tempe, Memnone, Elogio del pappagallo, Elogio del moscerino, Elogio di Eracle e di Platone.
All'attività pre e post esilio appartengono le orazioni politiche, pronunciate tra Rodi, Alessandro, Tarso, Celene, Nicomedia, Nicea, Apamea e la nativa Prusa.
Infine, Dione sembra essersi cimentato, come molti neosofisti, anche con l'erudizione storica, con una Storia dei Geti (perduta, ma riassunta e utilizzata da Giordane) e l'altrettanto perduta Sulla virtù di Alessandro.

## Edizioni
- Dione di Prusa, Orazioni I, II, III, IV («Sulla regalità»), orazione LXII («Sulla regalità e sulla tirannide»), edizione critica, traduzione e commento di Gustavo Vagnone, con un'introduzione di Paolo Desideri, Accademia Nazionale dei Lincei, 2012.
- Dione di Prusa, Boristenico (Or. XXXVI), introduzione, traduzione e commento di Michele Di Febo, con un saggio introduttivo di Giulio A. Lucchetta, Carabba, Lanciano, 2018.
- Dio von Prusa. Der Philosoph und sein Bild [Discourses 54-55, 70-72], ed. by H.-G. Nesselrath, introduction, critical edition, commentary, translation, and essays by E. Amato et al., Tübingen: 2009.

### Fonti antiche
- (GRC, EN) Φιλόστρατος - Philostratus, Βίοι Σοφιστῶν - Lives of the Sophists: Δίων ὁ Προυσαῖος - Dio of Prusa, in Philostratus and Eunapius, The Lives of the Sophists, with an English translation by Wilmer Cave Wright, London, William Heinemann, 1922,  pp. 16-23.
- (GRC, FR) Synésios de Cyrène, Δίων ἢ περὶ τῆς κατ' αὐτὸν διαγωγῆς - Dion ou du genre de vie conforme à son modèle, in Opuscules, texte établi par Jacques Lamoureux, traduit et commenté par Noël Aujoulat, Paris, Les Belles Lettres, 2004,  pp. 91-185, ISBN 2-251-00517-X.
- (GRC) Δίων ὁ Πασικράτους Προυσαεὺς, in Suidae lexicon, ex recognitione Immanuelis Bekkeri, Berolini, typis et impensis Georgii Reimeri, 1854,  p. 305 ad vocem.

### Fonti moderne
- Eugenio Amato, Xenophontis imitator fidelissimus. Studi su tradizione e fortuna erudite di Dione Crisostomo tra XVI e XIX secolo, Alessandria, Edizioni dell'Orso, 2011, ISBN 978-88-6274-297-9.
- (FR, IT, EN) Eugenio Amato [et al.] (a cura di), Dion de Pruse: l'homme, son œuvre et sa postérité. Actes du Colloque international de Nantes (21-23 mai 2015), Hildesheim, Georg Olms, 2016, ISBN 978-3-487-15500-5.
- Aldo Brancacci, Rhetorike philosophousa. Dione Crisostomo nella cultura antica e bizantina, (Elenchos, 11), Bibliopolis, Napoli 1986.